# Qataban

Inschrift des Königs Shahr Hilal, Sohn des Yada'ib Dhubyan (um 370 v. Chr.)

Qataban (altsüdarabisch Qtbn; auch Kataban oder Ḳataban) war ein antikes Königreich im Jemen ab dem 8. Jahrhundert v. Chr.

## Geschichte
Die Ursprünge von Qataban im nördlichen Jemen sind bisher unbekannt. Gegen Ende des 8. Jahrhunderts wurde Qataban von Yitha'amar Watar I. von Saba erobert. Kurz danach geriet es unter die Herrschaft von Ausan. Nachdem dieses von dem mit Qataban verbündeten Saba erobert worden war, wurde Qataban wieder Vasall seines westlichen Nachbarn Saba und erhielt Ausan selbst und von Ausan unterworfene Gebiete an der Küste des Indischen Ozeans. Inwieweit Qataban damit den Seehandel mit Afrika und Indien kontrollieren konnte, ist ungeklärt, jedenfalls war die Südküste des Jemen noch unter Sumuhu'ali Yanuf III., also kurz vor der qatabanischen Unabhängigkeit, unter sabäischer Kontrolle. Im 4. oder 3. Jahrhundert v. Chr. konnte sich Qataban, vermutlich im Bündnis mit Ma'in und Hadramaut, unter König Yada'ib Yigal I. aus der sabäischen Vorherrschaft lösen. Zwar konnte Saba in der Schlacht von Tuhargib wenige Jahrzehnte später den Aufstieg Qatabans aufhalten, doch war das Auseinanderbrechen des sabäischen Großreiches nicht mehr zu verhindern.
Seitdem beherrschte das Reich Qataban neben den im Staatsrat vertretenen Stämmen Qataban, Radman, Madhay, Almalik und Yahir die äußeren Gebiete Ausan, Kahad, Dahas, Tubanaw, die aus dem ehemaligen Reich von Ausan stammen, und die im Westen, gegen den Bab al-Mandab gelegenen bkl-Gaue. Mit der Eroberung des Hadramaut durch Yada'ib Dhubyan Yuhan'im (220–205 v. Chr.) und dem Sieg über die Amir erreichte Qataban den Höhepunkt seiner Macht, es kontrollierte nun weite Teile der jemenitischen Küstenebene und gleichzeitig eine Anbindung an die Weihrauchstraße. Seit Haufi'amm Yuhan'im II. trugen die qatabanischen Herrscher fünf Generationen lang den Titel Mukarrib, der sie wahrscheinlich als „Verbinder“ der Stammeskonföderation, die den Staat bildete, auswies.
Hauptstadt des Landes war Timna, welches an der Weihrauchstraße lag. Wie auch die anderen südarabischen Reiche hing auch Qataban erheblich vom Weihrauchhandel ab.
Kurzzeitig gelang es Qataban unter König Schahr Yigal Yuhargib II. (um 80 v. Chr.) sogar eine Hegemonie über das die Weihrauchstraße kontrollierende Königreich Ma'in aufzurichten, doch bald darauf brach die qatabanische Vorherrschaft über Südarabien zusammen: Wohl mit Hilfe Sabas erlangten Radman, Ausan, Ma'afir und das bis dahin nicht erwähnte Himyar die Unabhängigkeit. Der Westen Qatabans und etwas später Ma'in fiel damit an Saba und Himjar, wodurch das qatabanische Großreich, das die sabäische Vorherrschaft über den antiken Jemen abgelöst hatte, beendet wurde.
In der Folge nahm die Macht des qatabanischen Königs weiter ab, Schahr Yigal Yuhargib III. (Kenneth A. Kitchen: um 45–65 n. Chr.) verlor zeitweise die gesetzgebende Macht an einige im qatabanischen Kerngebiet ansässige Stämme. Im 1. Jahrhundert n. Chr. verlor Timna seinen Status als qatabanische Hauptstadt, stattdessen wurde das nur wenige Kilometer entfernte dhu-Ghail (Hadschar ibn Humaid) zum Zentrum Qatabans. Um 150 eroberte Hadramaut schließlich Qataban; spätestens unter der Herrschaft des hadramitischen Königs Yadi'ab Ghailan II. war Qataban vollständig in hadramitischer Hand.

Die Wirtschaft des Königreichs Qataban (hellblau) basierte stark auf den Anbau und Handel mit Gewürzen, Weihrauch und Myrrhe. Diese wurden bis zum Mittelmeer, Indien und Abessinien, wo sie von vielen Kulturen geschätzt wurden, mit Kamelen durch Arabien oder auf dem Seeweg nach Indien oder in den Mittelmeerraum exportiert. Darstellung für das 3. Jahrhundert n. Chr.

## Die Könige von Qataban
Im Gegensatz zu Saba ist die Abfolge der qatabanischen Könige recht gut gesichert, daher kann die folgende Liste, die eine leicht modifizierte Fassung der Ergebnisse der Forschungen Kenneth A. Kitchens darstellt, als weitgehend verlässlich gelten.
| Name                                             | Datierung         | Anmerkungen                                               |
| ------------------------------------------------ | ----------------- | --------------------------------------------------------- |
| Waraw'il                                         |                   | dürfte in mehrere gleichnamige Herrscher zu zerlegen sein |
| Überlieferungslücke                              |                   |                                                           |
| Schahr Yigal I.                                  |                   |                                                           |
| Haufi'amm Yuhan'im I.                            |                   |                                                           |
| Yada'ib Yigal I.                                 | besiegte Saba     |                                                           |
| Yada'ib Yanuf Yuhan'im                           |                   |                                                           |
| Haufi'amm Yuhan'im II.                           |                   | erster Träger des Titels „Mukarrib“                       |
| Schahr Yigal Yuhargib                            |                   |                                                           |
| Yada'ib Dhubyan Yuhan'im                         |                   | eroberte den Hadramaut                                    |
| Schahr Ghailan I.                                |                   |                                                           |
| Schahr Hilal I.                                  |                   | letzter Träger des Titels „Mukarrib“                      |
| Überlieferungslücke                              |                   |                                                           |
| Schahr Ghailan II.                               |                   |                                                           |
| Yada'ib Dhubyan Yuhargib                         |                   |                                                           |
| Schahr Yigal II.                                 |                   |                                                           |
| Schahr Hilal II.                                 |                   |                                                           |
| Schahr Hilal III.                                |                   |                                                           |
| Schahr Yigal Yuhargib II.                        |                   |                                                           |
| Ende des Großreiches, danach Überlieferungslücke |                   |                                                           |
| Haufi'amm Yuhan'im III.                          |                   |                                                           |
| Schahr Yigal Yuhargib III.                       |                   |                                                           |
| Waraw'il Ghailan Yuhan'im                        |                   |                                                           |
| Fara'karib II.                                   |                   |                                                           |
| Yigal Yuhargib                                   |                   |                                                           |
| Fara'karib III.                                  |                   |                                                           |
| Schahr Hilal Yuhaqbid                            |                   |                                                           |
| Nabat Yuhan'im                                   | um 140/41 n. Chr. |                                                           |
| Marthad                                          | um 160 n. Chr.    |                                                           |

## Religion
In Qataban wurde als Reichsgott Athtar (Venussterngott) verehrt. Daneben hatten der Mondgott Amm und der ihm in offiziellen Anrufungen folgende Anbay sowie der Sonnengott Athirat große Bedeutung.